# Автошлях Т 0111
Автошля́х Т 0111 — автомобільний шлях територіального значення в Автономній Республіці Крим. Пролягає територією Роздольненського та Сакського районів через Роздольне — Євпаторію. Загальна довжина — 67,6 км.

## Маршрут
Автошлях проходить через такі населені пункти:
| Автошлях Т 0111           |        |
| Автономна Республіка Крим |        |
| Роздольненський район     |        |
| Роздольне                 | Т 0107 |
| Сінокісне                 |        |
| Ковильне                  |        |
| Воронки                   |        |
| Овражне                   |        |
| Сєверне                   |        |
| Сакський район            |        |
| Лушине                    |        |
| Стовпове                  |        |
| Побєдне                   |        |
| Лиманне                   |        |
| Євпаторія                 | Р25    |